# Lijst van oorlogsmonumenten in Meierijstad
De Nederlandse gemeente Meierijstad heeft 22 oorlogsmonumenten. Hieronder een overzicht.
| Nr.                             | Object                                                                 | Herdachte groep | Ontwerper                                                         | Onthulling        | Type               | Locatie                                                            | Plaats         | Coördinaten                   | Foto                                                                   |
| ------------------------------- | ---------------------------------------------------------------------- | --- | ----------------------------------------------------------------- | ----------------- | ------------------ | ------------------------------------------------------------------ | -------------- | ----------------------------- | ---------------------------------------------------------------------- |
| 94                              | Veteranenmonument                                                      | militairen in dienst van het Ned. Kon. na 1945, militairen in dienst van het Ned. Kon. 1940-1945                               |                                                                   | 7 december 1994   | plaquette          | Kolonel Johnsonstraat, 5462 CT                                     | Veghel         | 51° 36' 53" NB, 5° 32' 24" OL | Meer afbeeldingen                                                      |
| 95                              | Oorlogsmonument                                                        | militairen in dienst van het Ned. Kon. na 1945, militairen in dienst van het Ned. Kon. 1940-1945, burgerslachtoffers           | H. Peterse                                                        |                   | gedenksteen        |                                                                    | Erp            | 51° 36' 3" NB, 5° 36' 21" OL  |                                                                        |
| 784                             | Klondike                                                               | geallieerde militairen, overig                                                                                                 |                                                                   |                   | overig             | Hoogstraat 8, 5462 CX                                              | Veghel         | 51° 36' 57" NB, 5° 32' 25" OL | Klondike                                                               |
| 773                             | De Kloek                                                               | verzet Nederland, geallieerde militairen                                                                                       | Dolf Wong Lun Hing                                                | 1984              | beeld/sculptuur    | Lidwinahof, 5481 HL                                                | Schijndel      | 51° 37' 38" NB, 5° 24' 53" OL | De Kloek                                                               |
| 783                             | Monument voor Britse Vliegers                                          | geallieerde militairen | Louis Kleijne                                                     | 16 september 1994 | plaquette          | Ollandseweg 98, 5491 XC                                            | Sint-Oedenrode | 51° 34' 10" NB, 5° 26' 19" OL | Monument voor Britse Vliegers                                          |
| 785                             | Monument in kasteel Henkenshage                                        | geallieerde militairen, overig                                                                                                 |                                                                   |                   | beeld/sculptuur    | Laan Van Henkenshage 3, 5492 BH                                    | Sint-Oedenrode | 51° 33' 34" NB, 5° 27' 23" OL |                                                                        |
| 954                             | Gedachteniskapel                                                       | militairen in dienst van het Ned. Kon. na 1945, burgerslachtoffers                                                             | Jaap de Wit (ontwerp), Peter Roovers (1902-1993) (beeld)          |                   | kapel              | Markt, 5482 NE                                                     | Schijndel      | 51° 37' 9" NB, 5° 26' 5" OL   |                                                                        |
| 958                             | High Division Memorial                                                 | geallieerde militairen | Alan Beattie Herriot                                              | 15 september 1996 | beeld/sculptuur    | Rooiseweg 11, 5481 SJ                                              | Schijndel      | 51° 36' 10" NB, 5° 26' 60" OL |                                                                        |
| 959                             | Mariakapel                                                             | militairen in dienst van het Ned. Kon. 1940-1945, burgerslachtoffers                                                           | Michiel van Helvert                                               |                   | kapel              | Boschweg, 5481 EB                                                  | Schijndel      | 51° 38' 1" NB, 5° 24' 23" OL  |                                                                        |
| 1192                            | NS-plaquette                                                           | burgerslachtoffers | Ir. H.G.J. Schelling (ontwerp), H.J. Winkelman (uitvoering)       | 28 september 1948 | plaquette          | Vicaris van Alphenstraat 16 (kerkhof Kerk Heilige Servatius), 5482 | Schijndel      | 51° 38' 40" NB, 5° 56' 23" OL |                                                                        |
| 1215                            | Geronimo-monument                                                      | geallieerde militairen, overig                                                                                                 |                                                                   | 1981              | gedenksteen        | Zandvliet 11, 5466 PL                                              | Eerde          | 51° 36' 13" NB, 5° 29' 52" OL | Geronimo-monument                                                      |
| 1216                            | Airborne-monument                                                      | geallieerde militairen, overig                                                                                                 | Niel Steenbergen (1911-1997)                                      |                   | beeld/sculptuur    | Kolonel Johnsonstraat, 5462 CT                                     | Veghel         | 51° 36' 53" NB, 5° 32' 24" OL | Airborne-monument                                                      |
| 1217                            | Monument voor Nederlandse Militairen                                   | militairen in dienst van het Ned. Kon. 1940-1945                                                                               | Herman Walstra                                                    | 21 november 1941  | gedenksteen        | Parallelweg, 5461 XG                                               | Veghel         | 51° 37' 31" NB, 5° 32' 36" OL |                                                                        |
| 1225                            | Monument to the Dutch                                                  | bewoners van de corridor ten tijde van operatie Market Garden, september 1944                                                  | André van Bergeijk architect BNA (ontwerp), Trudie Broos (reliëf) | 16 september 1994 | overig             | Corridor 11, 5492 HB                                               | Sint-Oedenrode | 51° 33' 48" NB, 5° 27' 56" OL | Monument to the Dutch                                                  |
| 1230                            | Bevrijdingsmonument                                                    | geallieerde militairen, militairen in dienst van het Ned. Kon. 1940-1945, burgers voormalig Nederlands-Indië, verzet Nederland | Jac van Rhijn                                                     | 1 september 1950  | beeld/sculptuur    | Corridor 1, 5492 HB                                                | Sint-Oedenrode | 51° 33' 48" NB, 5° 27' 56" OL | Meer afbeeldingen                                                      |
| 2466                            | Monument voor Britse Vliegers                                          | geallieerde militairen |                                                                   |                   | begraafplaats/graf | Kerkstraat 1, 5469 BM                                              | Erp            | 51° 36' 3" NB, 5° 36' 21" OL  |                                                                        |
| 2757                            | Airborne wandelpad                                                     | overig |                                                                   | 17 september 2004 | overig             |                                                                    | Sint-Oedenrode | 51° 33' 50" NB, 5° 27' 55" OL | Airborne wandelpad                                                     |
| 3153                            | Lancaster-monument                                                     | geallieerde militairen |                                                                   | 14 juni 2008      | plaquette          | Bosscheweg 1, 5469 PD                                              | Boerdonk       | 51° 33' 31" NB, 5° 36' 40" OL | Lancaster-monument                                                     |
| 3348                            | Oorlogsmonument                                                        | allen, militairen in dienst van het Ned. Kon. na 1945                                                                          |                                                                   | 4 mei 2009        | plaquette          | Kolonel Johnsonstraat, 5462 CT                                     | Veghel         | 51° 36' 53" NB, 5° 32' 25" OL | Oorlogsmonument                                                        |
|                                 | Monument voor de 101ste Airborne Divisie                               | geallieerde militairen |                                                                   | 17 september 1985 | plaquette          | Markt 2, 5492 AB                                                   | Sint-Oedenrode | 51° 33' 53" NB, 5° 27' 41" OL | Monument voor de 101ste Airborne Divisie                               |
|                                 | Monument voor het 2e Regiment Huzaren, mobilisatie Tweede Wereldoorlog | 2de Regiment Huzaren WOII onder commando van luitenant-kolonel W.A. van den Wall Bake                                          |                                                                   |                   | plaquette          | Markt 2, 5492 AB                                                   | Sint-Oedenrode | 51° 33' 53" NB, 5° 27' 41" OL | Monument voor het 2e Regiment Huzaren, mobilisatie Tweede Wereldoorlog |
|                                 | Monument van het 2e Regiment Huzaren, mobilisatie Eerste Wereldoorlog  | inwoners van Sint-Oedenrode die de huzaren hadden gehuisvest                                                                   |                                                                   |                   | plaquette          | Markt 2, 5492 AB                                                   | Sint-Oedenrode | 51° 33' 53" NB, 5° 27' 41" OL | Monument van het 2e Regiment Huzaren, mobilisatie Eerste Wereldoorlog  |
| Dit oorlogsmonument op Wikidata | Stolpersteine                                                          | vervolgden Nederland | Gunter Demnig                                                     |                   | reliëf             | Zie Lijst van Stolpersteine in Meierijstad                         | Meijerijstad   |                               |                                                                        |

Alphen-Chaam ·
Altena ·
Asten ·
Baarle-Nassau ·
Bergeijk ·
Bergen op Zoom ·
Bernheze ·
Best ·
Bladel ·
Boekel ·
Boxtel ·
Breda ·
Cranendonck ·
Deurne ·
Dongen ·
Drimmelen ·
Eersel ·
Eindhoven ·
Etten-Leur ·
Geertruidenberg ·
Geldrop-Mierlo ·
Gemert-Bakel ·
Gilze en Rijen ·
Goirle ·
Halderberge ·
Heeze-Leende ·
Helmond ·
's-Hertogenbosch ·
Heusden ·
Hilvarenbeek ·
Laarbeek ·
Land van Cuijk ·
Loon op Zand ·
Maashorst ·
Meierijstad ·
Moerdijk ·
Nuenen, Gerwen en Nederwetten ·
Oirschot ·
Oisterwijk ·
Oosterhout ·
Oss ·
Reusel-De Mierden ·
Roosendaal ·
Rucphen ·
Sint-Michielsgestel ·
Someren ·
Son en Breugel ·
Steenbergen ·
Tilburg ·
Valkenswaard ·
Veldhoven ·
Vught ·
Waalre ·
Waalwijk ·
Woensdrecht ·
Zundert